# Thibaud Gruel
Thibaud Gruel (født 1. maj 2004 i Tours) er en cykelrytter fra Frankrig, der kører for Groupama-FDJ.